# Bezirksgericht Pfarrkirchen
Das Bezirksgericht Pfarrkirchen war ein Bezirksgericht im Königreich Bayern, das von 1862 bis 1879 existierte. Es hatte seinen Sitz in Pfarrkirchen.

## Geschichte
Mit Gesetz vom 1. Juli 1856 wurde das Justizwesen in Bayern neu geordnet. Die bisherigen Kreis- und Stadtgerichte wurden aufgehoben und 32 neue Bezirksgerichte traten an ihre Stelle. Sie waren für die Städte, in denen sie ihren Sitz hatten, sowie für die in ihrem Sprengel befindlichen Standesherren Gerichte erster Instanz. Für alle anderen Angelegenheiten waren sie Gerichte der zweiten Instanz in Kriminal- und Zivilrechtssachen. 
Das Bezirksgericht Pfarrkirchen wurde im Rahmen der Justiz- und Verwaltungsreform von 1862 gebildet aus den Landgerichten Arnstorf, Eggenfelden, Griesbach, Landau, Pfarrkirchen, Rotthalmünster und Simbach.
Mit dem Inkrafttreten des deutschen Gerichtsverfassungsgesetzes wurde 1879 das Bezirksgericht Pfarrkirchen wie alle anderen bayerischen Bezirksgerichte aufgelöst.
Dabei wurden von seinem Sprengel die Amtsgerichte Griesbach, Pfarrkirchen, Rotthalmünster und Simbach dem neugebildeten Landgericht Passau zugeordnet, das Amtsgericht Arnstorf dem Landgericht Deggendorf, das Amtsgericht Landau a. d. Isar dem Landgericht Straubing, und das Amtsgericht Eggenfelden kam zum Landgericht Landshut.